# Nymphon adenense
Nymphon adenense is een zeespin uit de familie Nymphonidae. De soort behoort tot het geslacht Nymphon. Nymphon adenense werd in 1989 voor het eerst wetenschappelijk beschreven door Muller. 